# Andrónico Luksic Craig

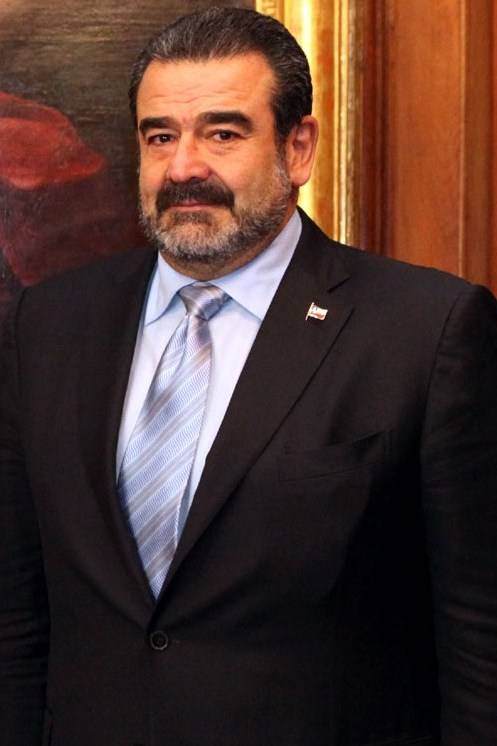
Andrónico Luksic Craig (2010)

Andrónico Luksic Craig (* 16. April 1954 in Antofagasta, Chile) ist ein chilenischer Geschäftsmann. Er ist der Vorstandsvorsitzende von Quiñenco, einer Holding der Luksic Group, die zu den größten Konzernen Chiles gehört. Er und seine Familie verfügen über eines der größten Vermögen der Welt.
Er ist auch der Gründer der beiden Non-Profit-Organisationen Fundación Educacional Oportunidad (Ausbildung von Kindern in Chile) und Fundación Amparo y Justicia (juristischer Beistand für Opfer sexueller Gewalt).

## Privatleben
Andrónico Luksic Craig ist der älteste Sohn von Andrónico Luksic Abaroa und Bruder von Guillermo Luksic Craig, beide hervorgegangen aus der ersten Ehe ihres Vaters mit Ena Craig. Diese starb, als Andrónico vier Jahre alt war. Danach heiratete sein Vater Iris Fontbona, mit der er drei weitere Kinder hatte: Maria Paola, Maria Gabriela und Jean-Paul. 
Im Jahr 1960 zogen Andrónico und seine Familie nach Santiago, wo sie in einem Haus namens „Alcántar“ wohnten. Mit 16 Jahren verließ Luksic Chile in Richtung USA, wo er die Dublin High School und das Babson College besuchte. Seine Zeit im Babson College beendete er vorzeitig, um nach Südamerika zurückzukehren und dort in den Ford-Autohäusern seiner Familie zu arbeiten. 
Nach dem Putsch von 1973 zog Andrónico von Chile nach Argentinien und heiratete Patricia Lederer, mit der er fünf Kinder hat: Andrónico, Davor, Dax, Maximiliano und Fernanda.
Luksic ist begeisterter Bergsteiger und erreichte im Mai 2004 den Gipfel des Mount Everest. Im Dezember 2005 vollendete er die Besteigung der Seven Summits.

## Berufsleben
Andrónico Luksic Craig begann seine Karriere bei der Luksic-Gruppe im Jahr 1973 als verantwortlicher Manager für Argentinien und baute die Aktivitäten des Konzerns im Kfz- und Getränkesektor aus. Zu Beginn arbeitete er in den Ford-Autohäusern seiner Familie, zunächst als Verkäufer. Daraufhin wurde er zum Geschäftsführer befördert und übernahm später die Leitung des gesamten Ford-Geschäftes seiner Familie. Im Jahr 1978 wurde Andrónico Luksic Craig in Quiñenco’s Verwaltungsrat berufen.
Im Jahr 1982 kehrte Luksic zurück nach Santiago, um den Besitz seiner Familie in einer kleinen lokalen Bank zu verwalten. Dieser Eintritt in den Finanzsektor bildete somit den ersten Schritt seiner Karriere als Banker und Investor. 
Nach dem Tod seines Vaters Andrónico Luksic Abaroa, des Gründers der Luksic-Gruppe, im Jahr 2005, wurde Andrónico Luksic Craig das Management der Bank- und Finanzgeschäfte der Luksic-Gruppe übertragen. Mit seinen Brüdern Guillermo und Jean-Paul, die verantwortlich für die Entwicklung der Produktionsanlagen bzw. des Bergbaugeschäfts der Luksic-Gruppe waren, übernahm Luksic im Laufe der zwei darauffolgenden Dekaden die Aufgabe, die Geschäfte seiner Familie im Finanzsektor auszubauen. Er verfolgte eine Strategie von Akquisitionen und Zusammenschlüssen, die zur Gründung von Chiles größten Banken führte. 
Nach dem Tod seines Bruders Guillermo im Jahr 2013 wurde Andrónico Luksic Craig Verwaltungsratsvorsitzender der Holding Quiñenco S.A. Er setzte sich zum Ziel, aus dem Unternehmen durch langfristige strategische Investitionen einen Weltkonzern zu machen.
Andrónico Luksic Craig ist heute neben seiner Rolle als Quiñenco-Verwaltungsratsvorsitzender auch Verwaltungsratsvorsitzender der Compania Cervecerias Unidas S.A. (CCU) und ihrer Tochtergesellschaften CCU Chile, CCU Argentina und ECUSA. Zudem ist er Stellvertretender Vorsitzender des Verwaltungsrats der Compania Sud Americana de Vapores S.A. (CSAV) sowie der Banco de Chile und ist Verwaltungsratsmitglied bei Madeco S.A. (neuer Name: Invexans) sowie bei Sociedad de Fomento Fabril (SOFOFA).
Luksic ist Mitglied des internationalen Beirats des börsennotierten Konzerns Barrick Gold sowie Beirats-Mitglied der Panama Canal Authority. Darüber hinaus ist er Mitglied des Chairman’s International Council of the Council of the Americas, der Chilean Pacific Foundation und des Latin American Council of Nature Conservancy.
Luksic ist Mitglied im Beirat der Harvard University sowie im lateinamerikanischen Beirat der Harvard Business School. Er gehört auch den Beiräten des David Rockefeller Center for Latin American Studies, der Tsinghua University School of Economics and Management, der Fudan University School of Management, der Blavatnik School of Government (University of Oxford) und des lateinamerikanischen Exekutivausschusses der MIT Sloan School of Management an.

## Ehrungen und Auszeichnungen
Im Jahre 2007 wurde Luksic zum Reserveoffizier der chilenischen Armee ernannt. 2010 wurde er als einer von drei Vertretern des Wirtschaftsbeirats (ABAC) des Asiatisch-Pazifischen Wirtschaftsforums (APEC) wiedergewählt. 2011 wurde er zum Vizepräsidenten des Internationalen Wirtschaftsrats der Stadtverwaltung von Shanghai ernannt.